# Jim Barnes (basketballer)
Velvet James “Bad News” Barnes (Tuckerman, 13 april 1941 – Silver Spring, 14 september 2002) was een Amerikaans basketballer. Hij won met het Amerikaans basketbalteam de gouden medaille op de Olympische Zomerspelen 1964.

## Carrière
Barnes speelde voor het team van de Cameron College, de Oklahoma State University en de Universiteit van Texas in El Paso, voordat hij in 1964 zijn NBA-debuut maakte bij de New York Knicks die hem als eerste kozen in de NBA draft van dat jaar. In 1964 maakte Barnes deel uit van de Amerikaanse selectie voor de Olympische Spelen in Tokio. Barnes kreeg speelminuten in 8 wedstrijden, inclusief de finale tegen de Sovjet-Unie die met 59-73 winnend werd afgesloten. Gedurende deze wedstrijden scoorde hij 68 punten.
In zijn eerste seizoen voor de Knicks speelde hij 75 wedstrijden en werd aan het einde van het seizoen verkozen tot het NBA All-Rookie First Team. Na zeven wedstrijden in zijn tweede seizoen werd hij in november 1965 door de Knicks geruild samen met Johnny Egan, Johnny Green naar de Baltimore Bullets voor Walt Bellamy. Aan het einde van het seizoen werd hij door de Bullets geruild naar de Los Angeles Lakers voor Leroy Ellis. Voor de Lakers speelde hij gedurende het seizoen 1966/67 tachtig wedstrijden. In het seizoen 1967/68 startte hij ook bij de Lakers maar werd halverwege het seizoen samen met een draftpick geruild naar de Chicago Bulls voor Erwin Mueller.
Hij werd door de Bulls in december 1968 naar de Boston Celtics gestuurd waar hij speelde tot in 1970 en waarmee hij de NBA-titel won in 1969. In oktober 1970 werd hij geruild naar de Baltimore Bullets maar zijn contract werd in november al verbroken. Hij speelde hierna nog kort voor de Allentown Jets en Trenton Pat Pavers uit de Eastern Basketball Association.
Na zijn carrière als speler zat hij in het bestuur van een goed doel en bracht hij een barbecuesaus op de markt. In 1996 droeg hij de Olympische vlam op Memorial Day in Little Rock waar hij de vlam door gaf aan een 14-jarig meisje.
Op 14 september 2002 overleed Barnes op 61-jarige leeftijd als gevolg van een beroerte.

## Erelijst
- Olympische Spelen: 1964
- NBA All-Rookie First Team: 1965
- NBA-kampioen: 1969
- Nummer 45 teruggetrokken door de UTEP Miners
- UTEP Athletics Hall of Fame: 2003[14]
- Cameron College Athletics Hall of Fame: 2009[15]
- Arkansas Sports Hall of Fame: 2014[16]
- United States Olympic Hall of Fame als onderdeel van de ploeg van 1964[17]

## Statistieken

### Regulier seizoen
| Seizoen  | Team               | WG  | MPW  | 2P%  | FW%  | RPW  | APW | PPW  |
| -------- | ------------------ | --- | ---- | ---- | ---- | ---- | --- | ---- |
| 1964/65  | New York Knicks    | 75  | 34,5 | 42,4 | 66,2 | 9,7  | 1,2 | 15,5 |
| 1965/66  | New York Knicks    | 7   | 37,6 | 44,4 | 71,4 | 10,3 | 1,3 | 15,7 |
| 1965/66  | Baltimore Bullets  | 66  | 29,2 | 42,3 | 67,9 | 10,3 | 1,3 | 12,1 |
| 1966/67  | Los Angeles Lakers | 80  | 17,5 | 43,7 | 68,4 | 5,6  | 0,6 | 7,0  |
| 1967/68  | Los Angeles Lakers | 42  | 17,0 | 43,0 | 67,0 | 5,0  | 0,6 | 6,2  |
| 1967/68  | Chicago Bulls      | 37  | 19,2 | 45,5 | 71,8 | 5,5  | 0,8 | 8,5  |
| 1968/69  | Chicago Bulls      | 10  | 11,1 | 39,0 | 52,6 | 3,0  | 0,1 | 5,6  |
| 1968/69  | Boston Celtics     | 49  | 12,1 | 45,5 | 70,7 | 4,0  | 0,6 | 5,1  |
| 1969/70  | Boston Celtics     | 77  | 13,6 | 41,0 | 74,2 | 4,5  | 0,7 | 5,9  |
| 1970/71  | Baltimore Bullets  | 11  | 9,1  | 53,6 | 63,6 | 1,5  | 0,7 | 3,4  |
| Carrière | Carrière           | 454 | 20,8 | 42,9 | 68,4 | 6,5  | 0,8 | 8,8  |

### Play-offs
| Seizoen  | Team               | WG | MPW  | 2P%  | FW%   | RPW | APW | PPW  |
| -------- | ------------------ | -- | ---- | ---- | ----- | --- | --- | ---- |
| 1965/66  | Baltimore Bullets  | 3  | 31,0 | 50,0 | 53,8  | 9,3 | 1,0 | 13,0 |
| 1966/67  | Los Angeles Lakers | 3  | 16,7 | 36,8 | 100,0 | 4,0 | 0,7 | 6,3  |
| 1967/68  | Chicago Bulls      | 5  | 11,4 | 25,0 | -     | 4,2 | 0,2 | 1,2  |
| Carrière | Carrière           | 11 | 18,2 | 41,3 | 66,7  | 5,5 | 0,5 | 5,8  |

4 Jim Barnes · 
5 Bill Bradley · 
6 Larry Brown · 
7 Joe Caldwell · 
8 Mel Counts · 
9 Richard Davies · 
10 Walt Hazzard · 
11 Lucious Jackson · 
12 Pete McCaffrey · 
13 Jeff Mullins · 
14 Jerry Shipp · 
15 George Wilson · 
Coach Henry Iba
6 Russell · 
7 Bryant · 
11 Graham · 
12 Chaney · 
16 Sanders · 
17 Havlicek · 
18 Howell · 
19 Nelson · 
20 Siegfried · 
24 Jones · 
26 Johnson · 
28 Barnes · 
Coach Russell